# Rontó

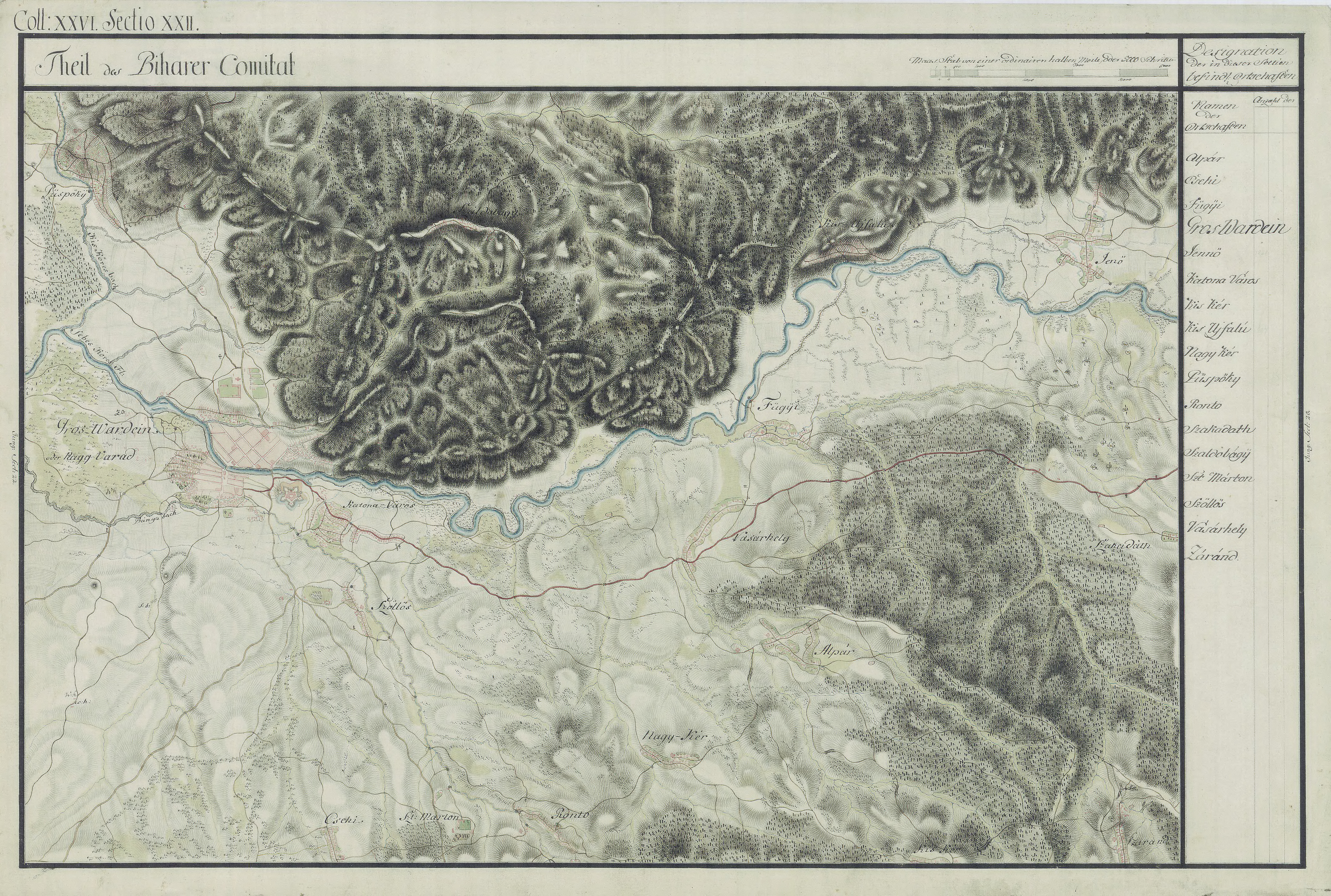
Rontó egy régi térképen

Rontó (Rontău), település Romániában, a Partiumban, Bihar megyében.

## Fekvése
Nagyváradtól délkeletre, Félixfürdőtől északra, Hájó, Váradszentmárton és Alkér közt fekvő település.

## Története
Rontó nevét már a 13. században említették, mint káptalani birtokot, 13 telekkel. Nevét 1552-ben Rontho, 1808-ban és 1913-ban Ronthó néven írták.
1851-ben Fényes Elek írta a településről: „Rontó, Bihar vármegyében, dombos helyen, 330 óhitü lakossal, anyatemplommal. Itt folyik a Pecze vize, mellyen a földesuraságnak, a váradi deák káptalannak 2 jövedelmes malma van.”
1910-ben 619 lakosából 548 román, 41 magyar volt. Ebből 574 görögkeleti ortodox, 21 református, 14 római katolikus volt.
A trianoni békeszerződés előtt Bihar vármegye Központi járásához tartozott.

## Nevezetességek
- Görög keleti ortodox temploma 1868-ban épült.